# ليني كوبر
ليني كوبر (9 يونيو 1981 في المملكة المتحدة - ) (بالإنجليزية: Lenny Cooper)‏ هو لاعب كريكت بريطاني. لعب مع Hertfordshire County Cricket Club ‏.

## وصلات خارجية
- ليني كوبر على موقع إي آس بي آن كريك إنفو (الإنجليزية)